# Петралија Сопрана
Петралија Сопрана (итал. Petralia Soprana) је насеље у Италији у округу Палермо, региону Сицилија.
Према процени из 2011. у насељу је живело 1074 становника. Насеље се налази на надморској висини од 1121 м.

## Становништво
Према резултатима пописа становништва 2011. у општини је живело 3.443 становника.
| 1931. | 1936. | 1951. | 1961. | 1971. | 1981. | 1991. | 2001. | 2011. |
| ----- | ----- | ----- | ----- | ----- | ----- | ----- | ----- | ----- |
| 5.370 | 5.549 | 5.649 | 5.233 | 4.399 | 4.109 | 3.903 | 3.688 | 3.443 |